# Oddone I de La Marche
Oddone I de La Marche, Eudes in francese (... – 1098), fu Conte de La Marche dal 1091 alla sua morte.

## Origine
Secondo il documento n° 110 delle Chartes de l'abbaye de Nouaillé de 678 à 1200 Oddone era il figlio secondogenito (mentre Adalberto era figlio primogenito) del Conte de La Marche, Bernardo I e della moglie (che nel documento di cui sopra viene citata senza essere nominata), Amelia de Rasés (? - † 1053); secondo altre fonti la madre di Almodis potrebbe essere anche Amelia di Montignac (ca. 989 -† ca. 1072) oppure Amelia d'Aulnay (ca. 990 -† ca. 1072), mentre altri la mettono in relazione con Ermengarda di Corson, viscontessa di Comborn (deducendolo dal documento n°97 del Cartulaire de l'abbaye d'Uzerche (Corrèze). Il nome della madre, ripreso da un documento del 1053 ("Almodis comitissa, filia que es Amelie comitisse") è citato dallo storico José Enrique Ruiz Domenec nel suo libro Quan els vescomtes de Barcelona eren (Barcelona, 2006), quando cita la figlia, Almodis, contessa di Barcellona, che riceve il giuramento di fedeltà dal vescovo di Barcellona, Guislaberto.
Secondo il Chronicon sancti Maxentii Pictavensis, Chroniques des Eglises d'Anjou Bernardo I de La Marche era figlio primogenito (ed unico) del Conte di Périgord e Conte de La Marche, Adalberto I e della moglie, Almodia o Adalmoda, come ci riferisce la Cronaca di Ademaro di Chabannes.
Infine sua sorella, Almodis († 16 ottobre 1071, assassinata), fu prima, signora di Lusignano (come moglie di Ugo V detto il Pio), poi, contessa consorte di Tolosa  (come moglie di  Ponzio) ed infine contessa consorte di Barcellona (come moglie di Raimondo Berengario I detto el Vell, "il Vecchio").

## Biografia
L'anno esatto della morte di suo padre, Bernardo I, è sconosciuto; si ritiene nel 1047, anno in cui, per la prima volta, nel documento n° IV delle Chartes et documents pour servir à l'histoire de l'abbaye de Charroux, suo fratello, Adalberto II, viene citato come Conte di La Marche (Audeberti comitis de Marca).
Sempre di quel periodo, è il documento, il n° 110 delle Chartes de l'abbaye de Nouaillé de 678 à 1200, su citate, in cui Oddone, per la prima volta, viene citato in un documento (Audebertus comes filius Bernardi et frater meus Odo et mater nostra).
Due documenti del Cartulaire des abbayes de Tulle et de Roc-Amadour ci confermano che Oddone fece due donazioni, col consenso del fratello Adalberto II, a cui riconosce l'autorità: nel documento n° 6 si cita conte conte de La Marche (Oddo comes Marchiæ, consentiente fratre meo Aldeberto); mentre nel documento 351, si cita solo col titolo di conte (Odo comes, consentiente fratre meo Aldeberto comite).
Col documento n° XCVI del Bulletin de la Société archéologique et historique du Limousin, verso l'anno 1081, suo fratello Adalberto (Hildebertus comes) assieme a Oddone (Odo frater eiusdem Hildeberti), acquisiscono dei terreni presso Limoges.
Alla morte di suo fratello Adalberto (Audebertus comes de Marchia), che viene riportata dal Chronicon sancti Maxentii Pictavensis, Chroniques des Eglises d'Anjou, nel 1088 (MLXXXVIII) gli succedette il figlio primogenito (nipote di Oddone), Bosone (Boso filius eius) (Bosone III).
Alla morte di Bosone (Boso comes de Marchia), che viene riportata dal Chronicon sancti Maxentii Pictavensis, Chroniques des Eglises d'Anjou, nel 1091 (MXCI), precisando che fu ucciso (in battaglia) a Confolens (Confolento castro) e che, dato che non aveva eredi, gli succedette la sorella, Almodis (Aumodis soror sua). Però Oddone, zio di entrambi, prese possesso della Contea de La Marche, come ci viene confermato dal documento n 93, datato 1092, del Cartulaire de l'abbaye d'Uzerche (Corrèze), in cui Oddone viene citato come conte (Oddo comes qui frater fuit Aldeberti Marchiæ comitis) fa una donazione in suffragio delle anime del padre, Bernardo, della madre, Amelia, dei nipoti, Bosone, e di due suoi fratelli, e del fratello, Adalberto II.
Oddone morì nel 1098, e la nipote Almodis poté  prendere possesso della contea, assieme al marito, Ruggero di Poitou.

## Matrimonio e discendenza
Di Oddone non si conosce il nome di una eventuale moglie e non si hanno notizie di eventuale discendenza.

### Fonti primarie
- (LA)  Chronicon sancti Maxentii Pictavensis, Chroniques des Eglises d'Anjou.
- (LA)  Chartes de l'abbaye de Nouaillé de 678 à 1200.
- (LA)  Chronique / Ademar de Chabannes.
- (LA)  Cartulaire des abbayes de Tulle et de Roc-Amadour.
- (LA)  Chartes et documents pour servir à l'histoire de l'abbaye de Charroux.
- (LA)  Cartulaire de l'abbaye d'Uzerche (Corrèze).
- (LA)  Ruiz-Domenèc, J. E. (2006) Quan els vescomtes de Barcelona eren (Barcelona) Archiviato il 20 dicembre 2014 in Internet Archive..
- (LA)  Bulletin de la Société archéologique et historique du Limousin.

### Letteratura storiografica
- (FR)  Alfred Richard, Les comtes de Poitou, tome I,.